# مايكون دي أندراده بربران
مايكون دي أندراده بربران (بالبرتغالية: Maycon de Andrade Barberan‏) هو لاعب كرة قدم برازيلي في مركز الوسط ولد في يوم 15 يوليو 1997 في مدينة ساو باولو في البرازيل، يلعب حالياً مع نادي شاختار دونتسك في أوكرانيا وسبق له اللعب مع نادي كورينثيانز ونادي بونتي بريتا، لعب مع منتخب البرازيل تحت 20 سنة لكرة القدم ويبلغ طوله 171 سم.

## روابط خارجية
- مايكون دي أندراده بربران على موقع اتحاد أوكرانيا (الإنجليزية)
- مايكون دي أندراده بربران على موقع قاعدة بيانات كرة القدم.إي يو (الإنجليزية)
- مايكون دي أندراده بربران على موقع ليكيب (الفرنسية)
- مايكون دي أندراده بربران على موقع Soccerway.com (الإنجليزية)
- مايكون دي أندراده بربران على موقع عالم كرة القدم.نت (الإنجليزية)
- مايكون دي أندراده بربران على موقع AS.com (الإسبانية)